# Polystichtis zeurippa
Polystichtis zeurippa är en fjärilsart som beskrevs av Jean Baptiste Boisduval 1836. Polystichtis zeurippa ingår i släktet Polystichtis och familjen Riodinidae. Inga underarter finns listade i Catalogue of Life.